# Winnica (miasto)
Winnica (ukr. Вінниця, Winnycia) – miasto w środkowej części Ukrainy, nad Bohem, na wschodnim Podolu, stolica rejonu i obwodu winnickiego.

## Historia
W 1363 roku Fiodor Koriatowicz wybudował drewniany zamek, co stało się początkiem rozwoju miasta. Nazwa „Winnica” pojawiła się po raz pierwszy w dokumencie Władysława Jagiełły 13 czerwca 1385 roku. Miasto w XV wieku lokował na prawie magdeburskim Aleksander Jagiellończyk.
W 1545 roku komisarz Zygmunta Augusta stwierdził, że tutejszy drewniany zamek starościński jest niewielki, bo ma tylko 3 wieże i 30 horodni, dlatego należy go rozbudować. Zapisano także, że były na nim ówcześnie dwa działka i 26 hakownic. W mieście w 1545 roku były 274 domy.

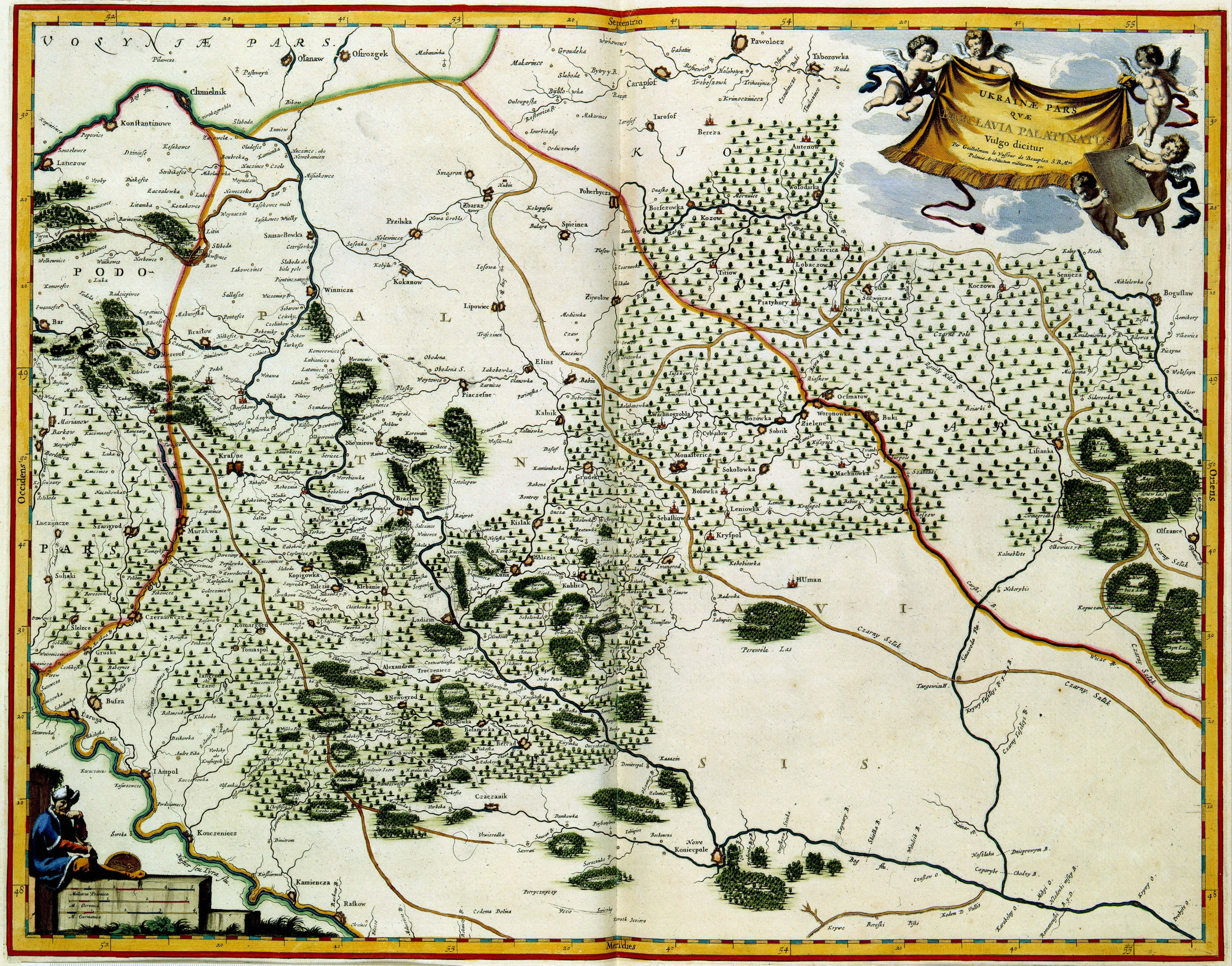
Mapa województwa bracławskiego z 1648 roku z Winnicą zaznaczoną jako Winnicza

Do Unii Lubelskiej (1569) w składzie Wielkiego Księstwa Litewskiego. W 1569 roku miasto zostało inkorporowane wraz z województwem bracławskim do Korony w ramach Rzeczypospolitej. Było miastem królewskim Korony, położonym w pierwszej połowie XVII wieku w starostwie winnickim w województwie bracławskim. Od roku 1589 odbywały się tu sejmiki, od 1654 sądy grodzkie, od 1598 sądy ziemskie (przeniesione z Bracławia) i sejmiki ziemskie.
Na początku XVII wieku miasto znacząco rozbudowano. Za sprawą Walentego Aleksandra Kalinowskiego wzniesiono nowy zamek oraz kolegium jezuickie. W latach 1610–1617 zbudowano kościół jezuitów, przy którym wyrosła nowa dzielnica Mury. Niedługo później powstały także kościół i klasztor dominikanów. W 1640 król Władysław IV Waza odnowił prawa miejskie magdeburskie.
Po pokoju w Buczaczu (1672) do pokoju w Karłowicach (1699) pod panowaniem Turcji.
W latach 40. XVIII wieku powstał trzeci katolicki klasztor w Winnicy – kapucynów. W 1773 powstała w Winnicy Szkoła Wydziałowa Komisji Edukacji Narodowej, a w 1783 roku Antoni Protazy Potocki podpisał tu statut zakładający Kompanię Handlową Polską (Kompanię Handlu Czarnomorskiego). W Winnicy stacjonowało dowództwo 4 Brygady Artylerii Armii Koronnej.

### Zabór rosyjski

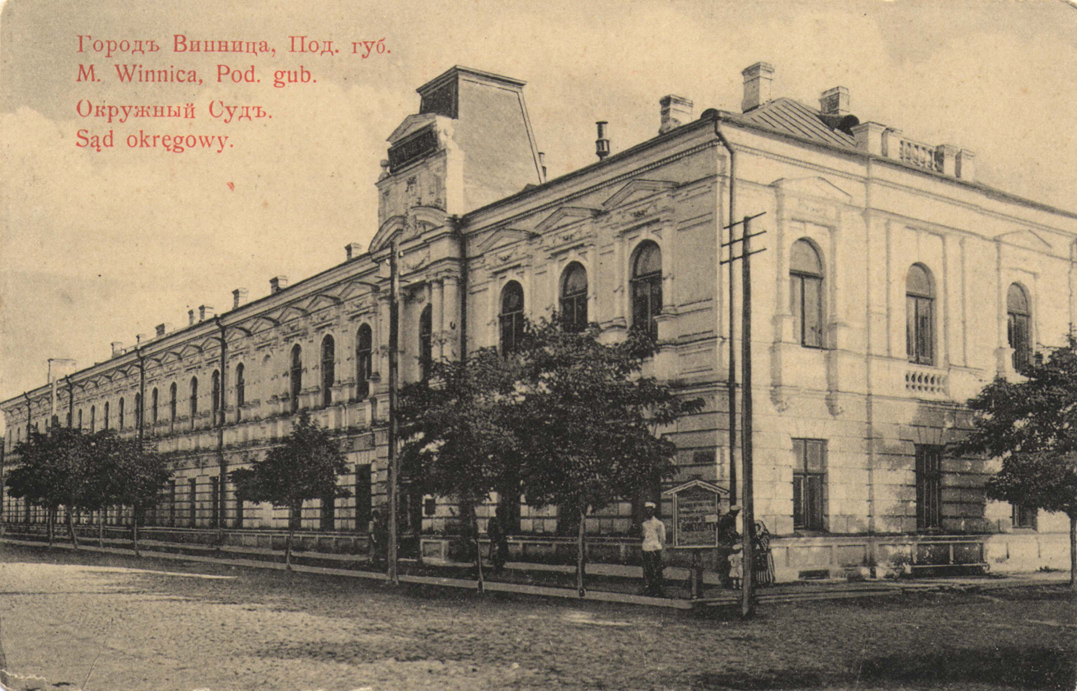
Sąd okręgowy w Winnicy na początku XX wieku

Po II rozbiorze Polski (1793) miasto znajdowało się w zaborze rosyjskim, jako siedziba ujezdu winnickiego guberni podolskiej.
W czasie zaboru rosyjskiego w mieście istniało Winnickie Gimnazjum Państwowe, w którym do upadku powstania listopadowego większość kadry stanowili polscy profesorowie, a wykłady odbywały się głównie w języku polskim. W ramach represji po polskich powstaniach administracja carska zamykała klasztory katolickie, jako ostatni oo. kapucynów w 1888. W roku 1898 w Winnicy zostało powołane Podolskie Towarzystwo Rolnicze, w którym badania prowadził m.in. Ludwik Garbowski. W 1913 roku w mieście uruchomiono komunikację tramwajową.

### Okres międzywojenny
W 1918 Ukraińska Republika Ludowa, Hetmanat i ponownie URL.

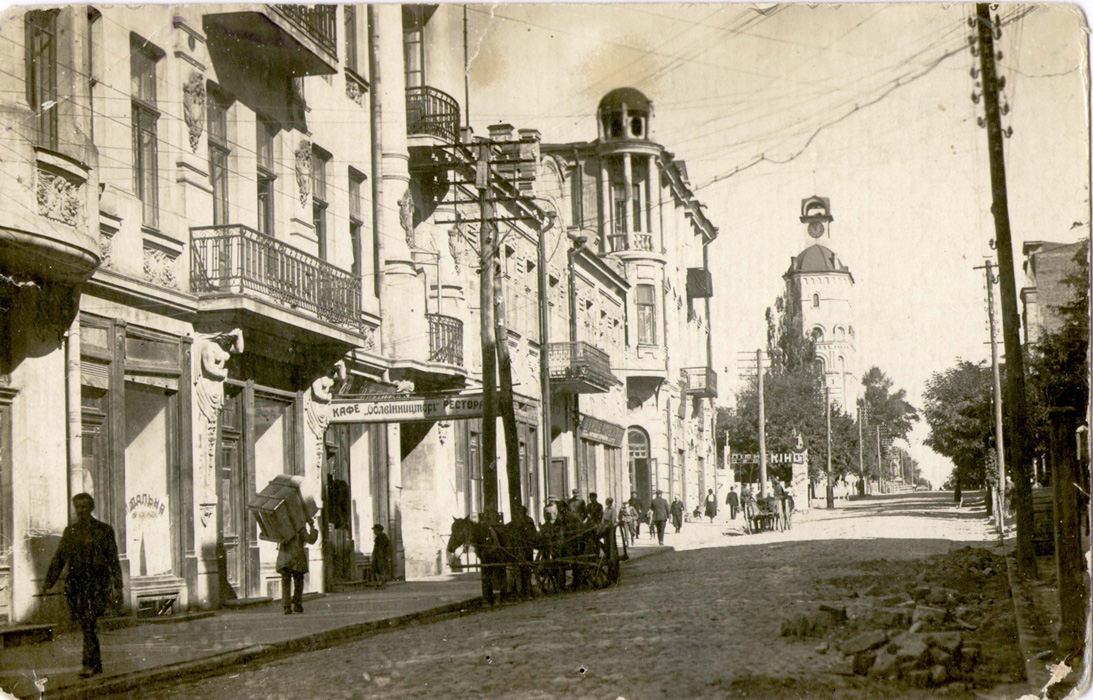
Ulica w centrum Winnicy na początku XX wieku

W czasie ofensywy polsko-ukraińskiej na Kijów w wojnie polsko-bolszewickiej miasto było siedzibą rządu Ukraińskiej Republiki Ludowej, miejsce spotkania Symona Petlury i Józefa Piłsudskiego. W czerwcu 1920 roku zostało zajęte ostatecznie przez Armię Czerwoną, włączone do Ukraińskiej SRR (od 1922 w składzie ZSRR), do której należało do 1991 roku.
W latach 1937–1938 NKWD rozstrzelało i pochowało na terenie obecnego Centralnego Parku Miejskiego ponad 9000 osób, których groby ekshumowali Niemcy w 1943 roku (tzw. mord w Winnicy).

### II wojna światowa i okres powojenny
W latach 1942–1943, w czasie II wojny światowej, około 10 km na północ od Winnicy, na wschód od szosy do Żytomierza (naprzeciw Strzyżawki), znajdowała się kwatera główna Hitlera (niem. Führerhauptquartier) FHQ Wehrwolf.
Winnica i jej okolice były miejscem działania Einsatzgruppe D, która wymordowała, jak się szacuje, do 28 tysięcy ludzi, w tym praktycznie całą żydowską populację miasta.

### Niepodległa Ukraina

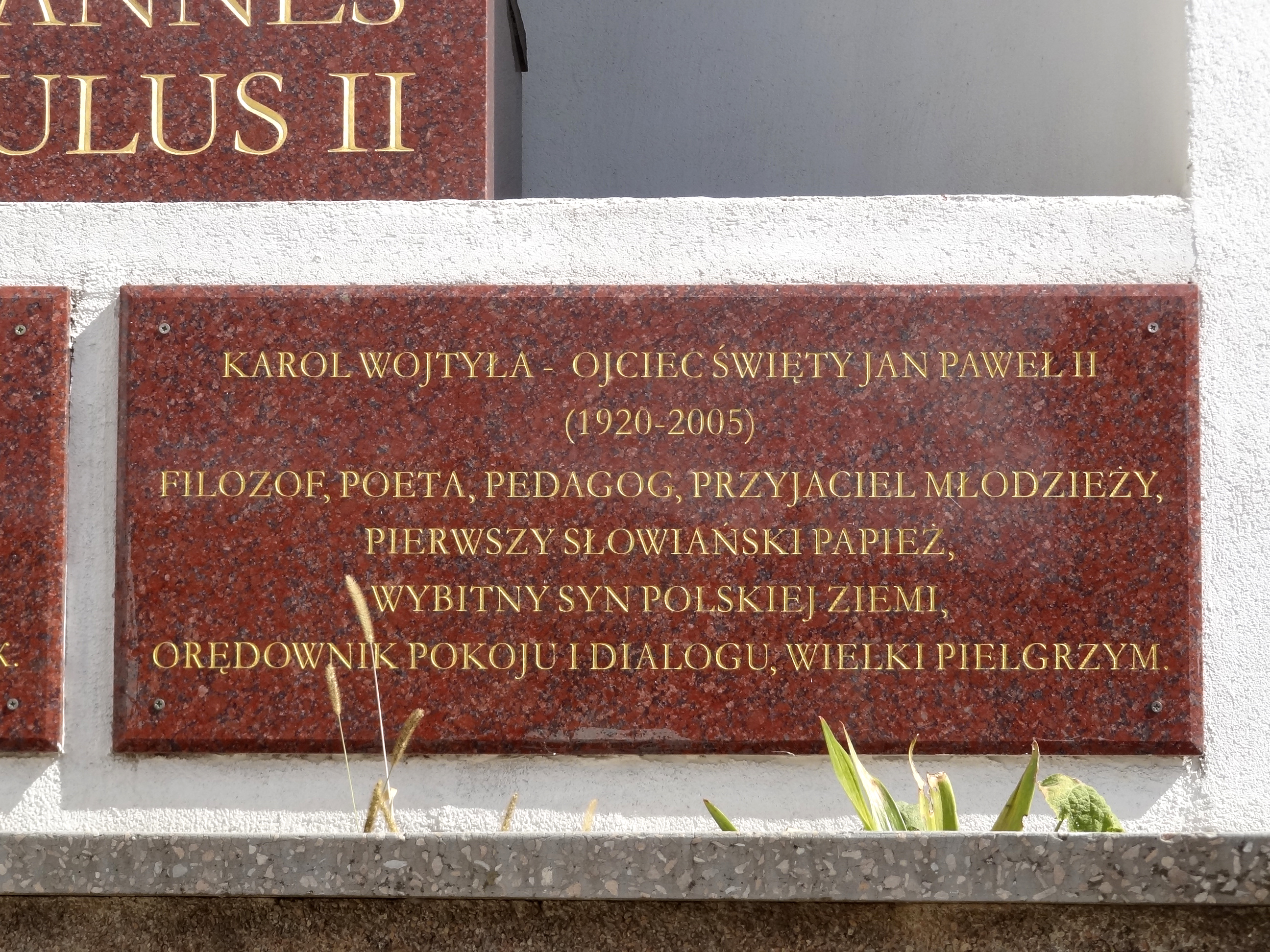
Polskojęczyzna tablica pod pomnikiem Jana Pawła II, 2019 r.

Od 1991 miasto leży na Ukrainie i jest najludniejszym miastem na Podolu.
25 lutego 2010 roku w Winnicy przy ulicy Sobornej 24 otworzono Konsulat Generalny RP, który w 2022 roku został czasowo zamknięty w związku z agresją rosyjską na Ukrainę. W październiku 2010 roku przy kościele kapucynów został odsłonięty pomnik Jana Pawła II z tablicami w językach polskim i ukraińskim.
W 2013 roku ukraińska edycja tygodnika „Focus” uznała Winnicę za najlepsze miasto do życia na Ukrainie. W 2017, 2019 i 2021 latach Winnica znalazła się na szczycie podobnego rankingu we wspólnych badaniach ukraińskiej Socjologicznej Grupy „Rating” i amerykańskiego International Republican Institute, według wskaźnika „Średnia Ocena Jakości Dóbr Publicznych i Usług w mieście”. 
W listopadzie 2014 roku, reagując na okoliczności wojny rosyjsko-ukraińskiej, zwłaszcza wojny w Donbasie, miasto oferuje budowle przyszłej fabryki "Krystal" dla Donieckiego Uniwersytetu Narodowego im. Wasyla Stusa.
Po Rewolucji Godności miasto kontynuuje pro-europejski kierunek rozwoju, aktywniej rezygnuje od radzieckiej przyszłości. 
5 stycznia 2016 r. upubliczniono nazwy 135 ulic, alej, ślepych zaułków i ciągów komunikacyjnych, których nazwy zmieniono zgodnie z Ustawą Ukrainy z dnia 9 kwietnia 2015 roku nr 317 O potępieniu Reżimów totalitarnych, zwłaszcza komunistycznego i narodowosocjalistycznego (nazistowskiego), na Ukrainie oraz zakaz propagandy ich symboli. 
29 kwietnia 2022 r. Rada Miasta Winnicy podjęła decyzję o zmianie nazw 7 toponimów, w szczególności o zmianie nazwy ulicy Moskiewskiej na Mariupolską. Zdemontowano także pomnik rosyjskiego i radzieckiego pisarza Maksima Gorkiego w parku centralnym. W dniach 30 września i 25 listopada 2022 r. przemianowano kolejne 213 toponimów w miejscowościach Gminy Terytorialnej Miasta Winnica. Podjęcie decyzji poprzedziły publiczne dyskusje i głosowanie internetowe, listę tytułów opracowała specjalna Rada ds. Historii, Dziedzictwa Kulturowego i Toponimii przy burmistrzu Winnicy. Znacznej części ulic i placów przywrócono historyczne nazwy (np. plac Kaliczański w imieniu dawnej rzeki, która tęty biegła, zamiast placu Juria Gagarina, który nie miał żadnego stosunku do miasta). Winnicka Obwodowa Biblioteka Naukowa w miejsce Klimienta Timiriaziewa, rosyjskiego botanika, dostała imię Walentyna Otamanowskiego - winnickiego historyka XX wieku, autora pierwszej monografii o mieście.
Od początku rosyjskiej inwazji na Ukrainę 24 lutego 2022 roku, Winnica kilka razy była ostrzelana ogniem rakietowym: 6 marca, 16 marca i 25 marca 2022 roku.
14 lipca 2022 roku Rosja zaatakowała centralny plac lewobrzeżnej Winnicy – plac Zwycięstwa. W wyniku ataku rannych zostało ponad 200 osób o różnym stopniu ciężkości, a 27 osób, w tym 3 dzieci zmarło. Atak przeprowadziły okręty podwodne z wód Morza Czarnego przy użyciu pocisków Kalibr. Odbił on się szerokim echem w społeczności międzynarodowej. Po ostrzale Winnicy sekretarz generalny ONZ António Guterres potępił ataki na ludność cywilną i infrastrukturę cywilną i wezwał do odpowiedzialności. 18 lipca ambasadorowie Unii Europejskiej i Izraela w składzie 20 dyplomatów odwiedzili Winnicę, aby zobaczyć konsekwencje rosyjskiego terroru. Prezydent Ukrainy Wołodymyr Zełenski ocenił ten atak rakietowy jako jawny akt terroryzmu.

## Parki i atrakcje turystyczne
Winnica to bardzo zielone miasto z licznymi skwerami i parkami. W samym centrum miasta, obok wieży Artynowa, znajduje się Plac Europejski, który powstał wokół miejskiego ogrodu na przełomie XIX i XX wieku. (tzw. „bulwaru”, założonego przez Grocholskich). Większość miejskich uniwersytetów znajduje się również w zielonych strefach (np. Park Winnickiego Uniwersytetu Medycznego im. Pirogowa albo ogród Narodowego Agrarnego Uniwersytetu).
Centralny Park Miejski im. Mykoły Łeontowycza (dawniej – Centralny Park Kultury i Wypoczynku im. Maksima Gorkiego) jest zabytkiem sztuki ogrodniczej i parkowej o znaczeniu krajowym, którego powierzchnia wynosi 40 hektarów. Na terenie parku znajdują się pomniki Strzelców Siczowych, poległych policjantów, oraz honorowa Aleja Rodaków. Park był założony przez władzę sowiecką na miejscu dawnego polskiego cmentarza. W 2013 roku z inicjatywy członków Stowarzyszenia Polonijnego „Kresowiacy” umieszczono tablicę pamiątkową na ostatniej ocalałej kapliczce, która znajduje się obok wejścia przez Arkę Marchela. Tablica upamiętnia miejsce egzekucji Polaków przez NKWD w latach 30. XX wieku oraz dawny polski cmentarz. Także w parku znajdują się obiekty rekreacyjno-wypoczynkowe: Centralny Station Miejski, lodowisko, planetarium, wystawa „Mini-Winnica”, letnie sale teatralno-taneczne, liczne atrakcje i automaty do gry, zakłady spożywcze itp. W okresie ferii zimowych stoi tu główna choinka miasta.
W zbudowanej w latach 60. i 90. XX wieku dzielnicy mieszkaniowej Wyszeńka znajduje się nazwany od niej Park Wyszeński o powierzchni ponad 90 hektarów. W pobliżu znajdują się Jeziora Wyszeńskie, Ogród Botaniczny „Podole” i teren Narodowego Muzeum-dworu Nikołaja Pirogowa. Po drugiej stronie masywu znajduje się Park Leśny, połączony z rezerwatem Pjatnyczańskim.
Pośrodku rzeki Boh leży wyspa Kempa (nazwa pochodzi od polskiego słowa kępa o podobnym znaczeniu), w pobliżu której zrekonstruowano Nabrzeże Roshen. Latem (od końca kwietnia do października) na otwartym akwenie największa w Europie pływająca multimedialna fontanna prezentuje pokaz świetlno-muzycznym.

### Muzea
W Winnicy działają następujące muzea:
- Narodowe Muzeum-dwór Nikołaja Pirogowa[39];
- Winnickie Muzeum Literackie Mychajła Kociubynskiego[40];
- Winnickie Obwodowe Muzeum Krajoznawcze[41];
- Winnickie Obwodowe Muzeum Sztuki oraz Muzeum Sztuki Garncarskiej im. Oleksandra Łucyszyna[42];
- Wojskowo-historyczne muzeum Sił Powietrznych Ukrainy[43];
- Muzeum Holokaustu w Winnicy oraz Muzeum żydowskiego życia codziennego[44];
- Muzeum Winnicy[45];
- Muzeum winnickich tramwajów[46];
- Muzeum modeli transportu[47];
- Muzeum ukraińskich znaczków pocztowych im. Jakowa Bałabana[48].

## Zabytki
XV – XVII wiek
- zamek XVI wieku (pozostała po nim tylko góra zamkowa nad Południowym Bugiem – Bohem);
- kościół i kolegium jezuitów z lat 1610–1617 w stylu barokowym, obecnie archiwum obwodowe;
- mury miejskie z XVII wieku (potrzebują rekonstrukcji);

XVIII wiek
- kościół oo. kapucynów z 1746 roku, fundacji starosty Ludwika Kalinowskiego, po 1990 r. znalazły się w nim organy z wyrzuconego z przejętego przez prawosławnych kościoła podominikańskiego;
- drewniana cerkiew św. Mikołaja z 1746 r.
- kościół i klasztor dominikanów z 1758 roku w stylu barokowym, w miejscu starszego z XVII wieku, fundacji sędziego Michała Grocholskiego. Po upadku powstania listopadowego zamieniony w 1832 roku przez Rosjan na prawosławny sobór Przemienienia Pańskiego. Po 1839 roku zmieniono kształt hełmów wież na czterospadowe. Po 1917 roku wieże obniżono. Wiosną 1920 roku kościół zwiedzali Józef Piłsudski z Semenem Petlurą. W 1930 roku władze radzieckie umieściły w kościele składy, a od 1962 roku salę gimnastyczną. Od 1980 do 1990 roku mieściła się tu sala muzyczna. Obecnie katedra eparchii Kościoła Prawosławnego Ukrainy[49][50];

XIX – początek XX wieku
- Pałac Grocholskich w Pietniczanach;
- dom Grocholskich (współcześnie biblioteka medyczna)[51];
- kaplica z tablicą ku czci pomordowanych Polaków na terenie dawnego Cmentarza Polskiego (ob. Centralnyj Gorodskij Park)[52];
- Narodowe muzeum-dom Nikołaja Pirogowa II połowy XIX wieku;
- dworzec kolejowy 1870 r., przebudowany w latach 1950.;
- koszary wojskowe z lat 1887–1889;
- gmach dawnej szkoły średniej z lat 1888–1891;
- Synagoga Główna z 1897 r.;
- kamienice z XIX i XX w., w tym:
- willa kapitana Czetkowa z początku XX wieku w stylu secesyjnym, proj. Wasyl Listowniczyj;
- dom lekarza Nowińskiego, w którym przebywał w roku 1920 Józef Piłsudski;
- dom mecenasa Długołęckiego w stylu secesyjnym z początku XX wieku;
- kompleks szkolny na Starym Mieście z pocz. XX w.;
- gmach sądu okręgowego z pocz. XX w., później przebudowany, proj. Hryhorij Artynów;
- cerkiew Zmartwychwstania Chrystusa z 1910 r. proj. Hryhorij Artynów;
- gmach miejskiej dumy z 1911 r., proj. Hryhorij Artynów, w którym gościł w 1920 Józef Piłsudski (wizytę upamiętnia tablica w językach polskim i ukraińskim);
- wieża ciśnień z 1912 r., proj. Hryhorij Artynów;
- Hotel Savoy w stylu eklektycznym z r. 1912, proj. Hryhorij Artynów;
- budynek poczty z 1912 r.

## Gospodarka

### Strategia rozwoju gospodarczego miasta
Od 2019 roku gospodarka miasta rozwija się zgodnie z Koncepcją Zintegrowanego Rozwoju Winnicy 2030, która określa priorytety przestrzenne i merytoryczne oraz opiera się na międzynarodowych zasadach zrównoważonego rozwoju.
Miasto wykazało chęć dzielenia się z innymi partnerami odpowiedzialnością za zapobieganie zmianom klimatycznym. W 2019 roku Winnica podtwierdziła certyfikat Europejskiej Nagrody Energetycznej, a 28 stycznia 2022 roku miejska wspólnota terytorialna Winnicy jako pierwsza na Ukrainie ogłosiła Zielony Ład na wzór Europejskiego Zielonego Ładu.
Na dzień 01.12.2024 r.h w Winnicy zarejestrowano 34 100 podmiotów gospodarczych, z czego największy udział wykonujących działalność gospodarczą stanowią osoby fizyczne – prawie 65%.
Od początku inwazji Rosji na Ukrainę w ramach programu relokacji 414 podmiotów gospodarczych (stanem na 2025 r.) z południowych i wschodnich obwodów Ukrainy przeniosło swoje zakłady produkcyjne do Winnicy.

### Branże przemysłowe i czołowe przedsiębiorstwa
Nowoczesny kompleks przemysłowy miasta jest reprezentowany przez ponad 220 przedsiębiorstw, z których dwie trzecie zajmuje się przemysłem przetwórczym, przede wszystkim przetwórstwem produktów rolnych.
W 2021 roku wolumen zrealizowanych wyrobów przemysłowych (robót budowlanych, usług) wyniósł 35,8 mld hrywien. W mieście rozwinął się przemysł spożywczy, lekki, chemiczny, maszynowy, materiałów budowlanych oraz drzewny. Eksport lokalnych przedsiębiorstw jest zorientowany głównie na rynki krajów europejskich, w 2021 roku na rynek europejski było skierowano ponad 70% całego eksportu, jeszcze 10% towarów eksportuje się do Chin, USA, Egiptu i Turcji.

Inżynieria mechaniczna i energia alternatywna
- KNESS – inżynieria, zakupy, budownictwo projektów odnawialnej energii, zwłaszcza energetyki słonecznej[58];
- PromAvtomatika Vinnytsia – produkcja sprzętu elektrycznego, przenośnych źródeł ładowania, urządzania do elektrowni słonecznych[59];
- UBC Green Cool – producent lodówek przemysłowych, jednostka holdingu UBC Group, działającego w zakresie urządzeń chłodniczych[60];
- Przedsiębiorstwo państwowe „Systemy Elektryczne” – produkcja wiązek elektrycznych dla koncernu samochodowego "Mercedes"[61];
- Prywatna spółka akcyjna „Winnicka Fabryka «Mayak»” – produkcja grzejników elektrycznych i urządzeń do systemów grzewczych[62].

Przemysł spożywczy
- Winnicka Fabryka Cukiernicza ROSHEN – jedno z wiodących przedsiębiorstw cukierniczych na Ukrainie ukierunkowane na produkcję szerokiej gamy słodyczy: czekolady, mącznych wyrobów cukierniczych i cukierków. Należy korporacji Roshen[63];
- Sołodka Mriya-Winnica, sp. z o.o. – spółka z ograniczoną odpowiedzialnością, do której wchodzi Winnicka Fabryka Koncentratów Owocowych i Wina. Producent wyrobów owocowo-warzywnych, cukierniczych, dżemów, soków i marmolady[64];
- Eco-Snack, sp. z o.o. – producent marki przekąsek owocowych „Ślimak Bob”[65], eksportowanego do ponad 20 krajów świata, w tym Polski[66];
- ViOil Industrial Group – jedno z największych przedsiębiorstw olejarskich na Ukrainie, producent i eksporter olejów roślinnych, zwłaszcza wysokooleinowego oleju słonecznikowego i produktów pochodnych[67];
- Winnicka Fabryka Żywności i Smaków – spółka akcyjna w branży konserwowej, producent chrzanu, musztardy, majonezu, sosów i napojów bezalkoholowych[68].

Przemysł drzewny i chemiczny
- Barlinek Invest – spółka produkcyjna, należąca do grupy Barlinek SA, zajmująca się wytwarzaniem podłóg drzewnianych;
- SPERCO Ukraine – wspólne przedsiębiorstwo ukraińsko-hiszpańskie, działające w zakresie farmaceutyki[69].

Technika informatyczna

Pod względem liczby informatyków Winnica zajmuje 6. miejsce wśród wszystkich miast Ukrainy; sektor zatrudnia ponad 2000 osób, co stanowi 2% rynku ogólnoukraińskiego.
W 2025 roku w branży działały siedziby dużych międzynarodowych kompanii LetyShops (serwis cashback), EPAM, Playtika, Delphi Software, Astound Commerce, Infopulse, Ciklum.
Przedsiębiorstwa założone w Winnicy to m.in. Gemicle, Onseo, Incoresoft, Lampa, RIA media.

### Parki przemysłowe
Na terenie Winnicy znajdują się 4 parki przemysłowe, które są wpisane do Rejestru Parków Przemysłowych Ukrainy: Winnicki Park Przemysłowy (o powierzchni 35,7 ha), Winnicki Klaster Techniki Chłodniczej (o powierzchni 19,27 ha), VinIndustry (powierzchnia 26,34 ha), Park Przemysłowy „Winter Sport” (powierzchnia 25 ha). Winnicki Park Przemysłowy jest pierwszym parkiem przemysłowym na terenie gminy, utworzonym w 2016 roku z inicjatywy Rady Miejskiej Winnicy.

## Transport
W pobliżu Winnicy mieści się port lotniczy Winnica, który obsługiwał m.in. loty do Warszawy i Tel Awiwu od 2010 do 2019 roku. Był jedynym funkcjonującym międzynarodowym portem lotniczym w środkowej Ukrainie. Podczas epidemii COVID-19 lotnisko zostało zamknięte i było przygotowane do rekonstrukcji. Otwarcie nowego portu lotniczego było zaplanowane na 2023, ale 6 marca 2022 roku lotnisko zostało znacznie uszkodzone przez atak 8 rosyjskich rakiet.

Znajdują się tu także dworce autobusowy oraz kolejowy. Stanem na styczeń 2023 roku przez stację kolejową w Winnicy jeżdżą pociągi do Kijowa, Lwowa, Odessy, Zaporoża, Czernihowa, Sum oraz polskiego Przemyśla.

Komunikacja miejska jest obsługiwana przez tramwaje, trolejbusy i autobusy.

## Kultura

### Teatr i muzyka
Winnicki Państwowy akademicki teatr muzyczny i dramatyczny im. Mykoły Sadowskiego został zbudowany w 1910 roku według projektu architekta Hryhoria Artynowa. Po otwarciu dyrekcji teatru przewodniczyła Tetiana Lentowska (zwana też Uchtomską), żona odeskiego rzeźbiarza Borysa Edwardsa. Trupa pierwszego sezonu była niewielka. Było w nim tylko 25 aktorów. Od 1933 roku w mieście działa stała trupa, która nie przerwała występów nawet w czasie II wojny światowej. W dniu 28 października 2004 r. teatr otrzymał status państwowego teatru akademickiego.
Winnicki akademicki regionalny teatr lalek „Złoty Kluczyk” jest jednym z najstarszych na Ukrainie, założonym w październiku 1938 roku. Przez prawie 40 lat teatrem kierował zasłużony artysta Ukrainy Wołodymyr Szestak. Winniccy lalkarze jako pierwsi na Ukrainie wystawili sztukę dla dorosłych w języku ukraińskim na podstawie sztuki napisanej specjalnie dla teatru lalek (Bogowie, diabły, ludzie H. Usacha na podstawie powieści Iwana Kotlarewskiego). Od 1999 roku na bazie teatru odbywa się Międzynarodowy festiwal teatrów lalek „Podolska Lalka”. W 2007 roku zespół twórczy teatru otrzymał status akademickiego.
Winnicka regionalna filharmonia im. Mykoły Łeontowycza otwarta w 1937 roku dzięki połączeniu Towarzystwa Muzycznego im. Mykoły Łeontowycza (1922–1928), Sceny Państwowej (1928–1937), Sali Muzycznej (1928–1937) i Orkiestry Symfonicznej Komitetu Radia. 

Winnicki akademicki miejski chór kameralny im. Witalija Gazińskiego – chór założony w 1984 roku, od 1985 roku znajduje się w pomieszczeniach dawnej Katedry Dominikańskiej przy miejskim Budynku Muzyki Organowej i Kameralnej. Kierownikiem chóru został Witalij Gazińskij, który kierował nim aż do swojej śmierci w 2019 roku. W 2008 roku chór przygotował i wykonał operę Mykoły Łeontowycza Na Wielkanoc rusałki, dyrygentem był profesor, laureat Państwowej Nagrody im. Tarasa Szewczenki, maestro Myrosław Skoryk. W repertuarze choru dzieła kompozytorów z różnych krajów, w tym, na przykład, Wśród nocnej ciszy Józefa Świdera. W 2018 roku w ramach obchodów rocznicy partnerstwa Winnicy i Kielc chór zaprezentował program koncertowy na centralnym placu Kielc.

Narodowy zespół pieśni i tańca Ukrainy „Barwinok” został założony w 1984 r. i działa przy Miejskim centrum edukacji artystycznej i choreograficznej dla dzieci w Winnicy. Twórcą i kierownikiem artystycznym zespołu jest Petro Bojko. Zespół często występuje za granicą, w tym w Polsce.

### Festiwale
Muzyka w Klasztornych Murach to festiwal muzyki organowej odbywający się w rzymskokatolickim kościele Najświętszej Marii Panny Anielskiej. Inspiratorem ideowym, organizatorem i bezpośrednim uczestnikiem imprezy jest dyrektor artystyczny festiwalu, Zasłużony Pracownik Sztuki Ukrainy Georgija Kurkowa
Vinnytsia Jazzfest to najstarszy festiwal jazzowy niepodległej Ukrainy, na którym od 1996 roku wystąpiło ponad 800 czołowych muzyków jazzowych z 37 krajów. W Winnicy grała cała konstelacja amerykańskich legend: Cyrus Chestnut, Al Foster, Jesse Jones, Sharon Clark, Lisa Henry, Joe Sess, Denise Perrier, Louise Simas. W 2007 roku po raz pierwszy na Ukrainie festiwal jazzowy był transmitowany na żywo w radiu i telewizji. Transmisja trwała 11 godzin i 40 minut i została wpisana do Księgi Rekordów Ukrainy.
AIR Fest (dawniej AIR GogolFest) to festiwal sztuki współczesnej. GogolFest powstał w 2007 roku w Kijowie, ale w 2017 roku organizatorzy postanowili zmienić formułę imprezy na wyjazdową, aby wzmocnić kulturę innych ukraińskich miast. I tak w 2018 i 2019 roku odbyła się winnicka wersja festiwalu – AIR GogolFest. Od 2021 roku inicjatorzy festiwalu postanowili stworzyć własny format stałego festiwalu sztuki współczesnej AIR Fest Vinnytsia.

## Ludzie związani z Winnicą
Koriatowicze – ród wielkolitewski, wywodzący się od Koriata Giedyminowicza, zmarłego ok. 1365 roku. Jego synowie: Aleksander, Konstanty, Jerzy i Fiodor opanowali w poł. XIV wieku Podole, w tym Winnicę;

Konstanty Ostrogski (1460–1530) – książę, pierwszy hetman wielki litewski w latach 1497–1500 i 1507–1530, namiestnik bracławski i winnicki w 1497 roku;

Iwan Bohun (zm. 1664) – pułkownik kozacki, jeden z głównych przywódców powstania Chmielnickiego;

Grocholscy – polski ród szlachecki, dziedzicowie kilku miast na Podolu w XVIII – XIX wieku, w tym Woronowicę, Strzyżawkę i Pietniczany obok Winnicy;

Paweł Antoni Fontana (1696–1765) – architekt nadworny rodu Sanguszków, autor kościółu klasztornego dominikanów w Winnicy(1758–1779);

Dionizy Mikler (1762–1853) – architekt krajobrazu pochodzenia irlandzkiego, autor angielskiego parku 1831 r. w Pietniczanach;

Mikołaj Pirogow (1810–1881) – lekarz chirurg, autor klasycznego atlasu anatomii, wydanego w latach 1852–1859, pierwszy zastosował opatrunek gipsowy w leczeniu złamań kończyn;

Mychajło Kociubynski (1864–1913) – ukraiński pisarz, autor powieści i nowel psychologiczno-społecznych;

Nathan Altman (1889–1970) – malarz żydowskigo pochodzenia, przyjaciel Dawida Burluka, autor słynnego portretu poetki Anny Achmatowej;

Mykoła Łeontowycz (1889–1970) – ukraiński kompozytor, dyrygent, autor Szczedryka, piosenki świątecznej, znanej w świecie jako Carol of the Bells;

Hryhorij Artynów (1860–1919) – architekt miejski Winnicy (1900−1919), autor ponad 30 budynków, w tym hotelu "Savoy", miejskiego teatru, wieży cieśnień, miejskiej dumy oraz innych;

Mykoła Owodów (1864–1941) — burmistrz Winnicy od 30 marca 1899 do początku 1917 roku;

Symon Petlura (1879–1926) – ukraiński polityk, Przewodniczący Dyrektoriatu Ukraińskiej Republiki Ludowej w latach 1919–1926;

Nastia Prysiażniuk (1894–1987) – ukraińska folklorystka, etnograf, Pedagog;

Natalija Dobrynska (*1982) – lekkoatletka, mistrzyni Igrzyśk Olimpijskich 2008 w Pekinie (złoto w siedmioboju);

Mariana Szewczuk (*1996) – mistrzyni Letnich Igrzyśk Paraolimpijskich 2020 w Tokio (złoto w trojboju siłowym);

Illa Nyżnyk (*1996) – ukraiński szachista, arcymistrz od 2011 r.;

Ola Polakowa (*1979) – ukraińska piosenkarka, aktorka i prezenterka telewizyjna;

Wołodymyr Hrojsman (*1978) – ukraiński polityk, premier Ukrainy w latach 2016–2019, burmistrz miasta w latach 2006–2014;

Sergij Morgunow (*1968) – burmistrz miasta od 25 października 2020 r.

## Religia
Winnica jest siedzibą eparchii Ukraińskiego Kościoła Prawosławnego Patriarchatu Moskiewskiego oraz eparchii winnickiej Kościoła Prawosławnego Ukrainy. W mieście funkcjonują cztery parafie katolickie (na Wiszence, Tiażyłowie, Piętniczanach oraz na ulicy Sobornej. Przy ostatniej działa klasztor kapucynów). W Winnicy działa zbór chrześcijan baptystów „Dom Ewangelii” oraz świątynia Międzynarodowego Towarzystwa Świadomości Kryszny. W Winnicy funkcjonuje również kilkanaście zborów Świadków Jehowy.
Winnica jest jednym z największych ośrodków neokatechumenatu na Ukrainie. Obecnie w mieście przy kościele Matki Boskiej Anielskiej istnieje około 15 wspólnot neokatechumenalnych.

## Miasta partnerskie
- Kielce, Polska
- Tarnów, Polska[106]
- Peterborough, Wielka Brytania
- Birmingham, Stany Zjednoczone
- Rybnica, Mołdawia
- Bursa, Turcja
- Bat Jam, Izrael
- Poniewież, Litwa
- Karlsruhe, Niemcy
- Nancy, Francja